# Estland beim Eurovision Young Musicians
Übertragende Rundfunkanstalt

Erste Teilnahme
1994
Bisher letzte Teilnahme
2018 (2020 geplant)
Anzahl der Teilnahmen
7
Höchste Platzierung
3 (1996)
Dieser Artikel befasst sich mit der Geschichte Estlands als Teilnehmer des Wettbewerbs Eurovision Young Musicians.

## Regelmäßigkeit der Teilnahme und Erfolg im Wettbewerb
Estland nahm erstmals 1994 am Eurovision Young Musicians teil. Die erste und bis heute einzige Platzierung unter den ersten Drei geschah beim darauffolgenden Wettbewerb, durch die Pianistin Hanna Heinmaa. Dieser Erfolg konnte jedoch nicht wiederholt werden. So scheiterte man dreimal in Folge im Halbfinale und konnte sich erst wieder 2004 für das Finale qualifizieren. Von 2006 bis 2016 nahm man 10 Jahre lang nicht mehr teil, bevor man 2018 zurückkehrte.
2022 zog sich der zuständige Sender Eesti Rahvusringhääling (ERR) ohne eine Angabe von Gründen vom Wettbewerb zurück.

## Liste der Beiträge
Farblegende: – 1. Platz. – 2. Platz. – 3. Platz. – ausgeschieden im Halbfinale/in der Qualifikation. – keine Teilnahme/nicht qualifiziert.
| Jahr                          | Interpret                                        | Instrument                                       | Stücke                                                                                           | Platz Finale                                     | Platz Halbfinale                                 | Nationale Vorentscheidung |
| ----------------------------- | ------------------------------------------------ | ------------------------------------------------ | ------------------------------------------------------------------------------------------------ | ------------------------------------------------ | ------------------------------------------------ | ------------------------- |
| 1994                          | Marko Martin                                     | Klavier                                          | Concerto in C minor, no.1 op. 35, part III, IV by Dmitri Shostakovich                            | k. A / 8                                         | k. A. / 24                                       |                           |
| 1996                          | Hanna Heinmaa                                    | Klavier                                          | Concerto for Piano and Orchestra in F major by W.A. Mozart                                       | 3 / 8                                            | k. A. / 17                                       |                           |
| 1998                          | Hando Nahkur                                     | Klavier                                          | unbekannt                                                                                        | Ausgeschieden                                    | k. A. / 13                                       |                           |
| 2000                          | Vambola Krigul                                   | Marimba                                          | unbekannt                                                                                        | Ausgeschieden                                    | k. A. / 18                                       |                           |
| 2002                          | Michael Paull                                    | Gitarre                                          | unbekannt                                                                                        | Ausgeschieden                                    | k. A. / 20                                       |                           |
| 2004                          | Jaan Kapp                                        | Klavier                                          | Piano Concerto No.2 (3rd Movement) by Sergei Rachmaninoff                                        | k. A / 7                                         | k. A. / 16                                       |                           |
| 2006 2008 2010 2012 2014 2016 | Auf Teilnahme verzichtet                         | Auf Teilnahme verzichtet                         | Auf Teilnahme verzichtet                                                                         | Auf Teilnahme verzichtet                         | Auf Teilnahme verzichtet                         | Auf Teilnahme verzichtet  |
| 2018                          | Tanel-Eiko Novikov                               | Schlagzeug                                       | Niflheim by Csaba Zoltán Marján Kuusi Op 75/5 by Jean Sibelius Verano porteño by Astor Piazzolla |                                                  | k. A. / 9                                        | interne Auswahl           |
| 2020                          | Absage wegen der COVID-19-Pandemie durch die EBU | Absage wegen der COVID-19-Pandemie durch die EBU | Absage wegen der COVID-19-Pandemie durch die EBU                                                 | Absage wegen der COVID-19-Pandemie durch die EBU | Absage wegen der COVID-19-Pandemie durch die EBU |                           |
| 2022 2024                     | Auf Teilnahme verzichtet                         | Auf Teilnahme verzichtet                         | Auf Teilnahme verzichtet                                                                         | Auf Teilnahme verzichtet                         | Auf Teilnahme verzichtet                         | Auf Teilnahme verzichtet  |